# .mg
.mg – domena internetowa przypisana do Madagaskaru. Została utworzona 25 lipca 1995. Zarządza nią Network Information Center Madagascar (ang.).